# Busenaz Sürmeneli
Busenaz Sürmeneli (Bursa, 26 mei 1998) is een bokser uit Turkije. Zij werd olympisch kampioen in de weltergewichtklasse op de Olympische Spelen van 2020. Ook won zij goud op het wereldkampioenschap boksen in 2019 en 2022. Tijdens de Olympische Spelen in 2024 verloor zij in de kwartfinale van Janjaem Suwannapheng.

## Erelijst

### Olympische Spelen
- 2020 in Tokio, Japan (–69 kg)

### Wereldkampioenschappen
- 2019 in Oelan-Oede, Rusland (–69 kg)
- 2022 in Istanbul, Turkije (–66 kg)

### Europese Spelen
- 2023 in Krakau, Polen (–66 kg)

### Europese kampioenschappen
- 2024 in Belgrado, Servië (–66 kg)
- 2019 in Alcobendas, Spanje (–69 kg)
- 2022 in Budva, Montenegro (–66 kg)

2020: Busenaz Sürmeneli ·
2024: Imane Khelif